# Triple Draw
Triple Draw ist eine spezielle Variante des Kartenspiels Poker, die üblicherweise als Fixed-Limit-Variante gespielt wird.
Zu Beginn des Spiels erhält jeder Spieler fünf verdeckte Karten. Es folgt die erste Wettrunde. Es folgen nun insgesamt drei Tausch- und Wettrunden. Das Finale ist wie üblich der Showdown.
Triple Draw wird meist Lowball gespielt. Das heißt, dass die schwächste Hand gewinnt. Es gibt zwei Möglichkeiten der Auswertung.
- A-5 Triple Draw: Flushes und Straights zählen nicht. Asse sind die niedrigsten Karten. Die schwächste Hand wäre also A2345.
- 2-7 Triple Draw: Flushes und Straights zählen wie üblich. Asse sind die höchsten Karten. Die schwächste Hand wäre also 23457 in mindestens zwei Farben.

2-7 Draw wird teilweise auch als Single Draw, d. h. mit nur einer Tauschrunde gespielt, dann üblicherweise als No-Limit-Variante. Man nennt diese Variante auch Kansas City Lowball. Dieses Spiel wird fast ausschließlich auf Onlineplattformen und bei der WSOP angeboten, da sie in der breiten Masse der Pokerspieler nicht besonders beliebt ist. Bis 2008 war das No Limit 2-7 Single Draw Turnier mit Rebuys eines der spektakulärsten Events der WSOP, da sich hier fast ausschließlich die Top-Profis der Szene versammelten und die Anzahl der Rebuys extrem hoch war.